# N-esfera

Vista alámbrica de una 2-esfera como un operador de proyección

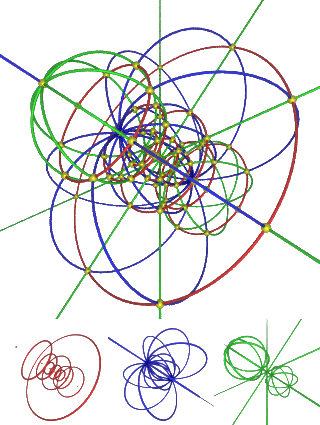
Así como una proyección estereográfica puede representar la superficie de una esfera en un plano, también se puede proyectar una 3-esfera en el espacio tridimensional. Esta imagen muestra las tres direcciones de coordenadas proyectadas en el espacio tridimensional:
paralelos (rojo), meridianos (azul) e hipermeridianos (verde).
Debido a la propiedad de conformidad de la proyección estereográfica, las curvas se cruzan entre sí ortogonalmente (en los puntos amarillos) al igual que en 4D. Todas las curvas son circunferencias: las curvas que intersecan 0,0,0,1 tienen un radio infinito (se proyectan como líneas rectas)

En matemáticas, una n-esfera (o hiperesfera) es la generalización de la «esfera» a un espacio euclídeo de dimensión arbitraria. En otras palabras, la n-esfera es una hipersuperficie del espacio euclídeo {\displaystyle \mathbb {R} ^{n+1}}, denotada en general como {\displaystyle \mathbb {S} ^{n}}. Constituye uno de los ejemplos más sencillos de variedad matemática.
Desde un punto de vista analítico, una n-esfera es un espacio topológico que es homeomorfo a una n-esfera estándar, que es el conjunto de puntos en un espacio euclídeo (n+1)-dimensional que se encuentran a una distancia constante r respecto a un punto fijo, llamado centro. Cuando la esfera tiene un radio unidad, es habitual llamarla n-esfera unidad, o simplemente n-esfera por brevedad. En términos de la norma estándar, una n-esfera se define como
{\displaystyle S^{n}=\left\{x\in \mathbb {R} ^{n+1}:\left\|x\right\|=1\right\},}
y una n-esfera de radio r se puede definir como
{\displaystyle S^{n}(r)=\left\{x\in \mathbb {R} ^{n+1}:\left\|x\right\|=r\right\}.}
La 0-esfera es un par de puntos sobre una recta a una unidad de distancia del origen, la 1-esfera es una circunferencia en el plano y la 2-esfera es una esfera ordinaria dentro del espacio tridimensional.
La dimensión de una n-esfera es n, y no debe confundirse con la dimensión (n+1) del espacio euclídeo en el que queda naturalmente embebida. Una n-esfera es la superficie o límite de una bola (n+1) dimensional.
En particular:
- El par de puntos en los extremos de un segmento (unidimensional) es una 0-esfera
- Un circunferencia, que es el contorno unidimensional de un círculo (bidimensional), es una 1-esfera
- La superficie bidimensional de una bola (tridimensional) en un espacio tridimensional es una 2-esfera, a menudo simplemente llamada esfera
- La frontera tridimensional de una 4-bola (cuatro dimensiones) en el espacio euclídeo tetradimensional, es un 3-esfera, también conocida como glomo
- El límite (n–1)-dimensional de una n-bola (n-dimensional) es una (n–1)-esfera.

Para n≥2, las n-esferas que son variedades diferenciables pueden caracterizarse (hasta un difeomorfismo) como variedades n-dimensionales conexas de curvatura constante y positiva. Las n-esferas admiten varias otras descripciones topológicas: por ejemplo, se pueden construir pegando dos espacios euclídeos n-dimensionales, identificando el límite de un n-cubo con un punto, o (inductivamente) formando la suspensión de una (n-1)-esfera. La 1-esfera es la 1-variedad que es una circunferencia, que no es simplemente conexa. La 0-esfera es la 0-variedad que consta de dos puntos, que ni siquiera es conexa.

## Definición
Dado un espacio euclídeo E de dimensión n+1, A un punto de E, y R un número real estrictamente positivo, se le llama hiperesfera de centro A y radio R al conjunto de puntos M tales que su distancia a A vale exactamente R.
La n+1-tupla de puntos (x1,x2,…,xn+1) que están en una n-esfera (Sn) se representa con la ecuación:

{\displaystyle x_{1}^{2}+x_{2}^{2}+\dots +x_{n+1}^{2}=R^{2}~},

donde el centro es el origen de coordenadas O (0,0,...,0). Teniendo como datos un punto fijo {\displaystyle P=(p_{1},p_{2},\dots ,p_{n})\,} llamado centro y el radio R, real positivo, siendo {\displaystyle X=(x_{1},x_{2},\dots ,x_{n})\,} un punto cualquiera de la hiperesfera, la ecuación correspondiente es,

{\displaystyle {\sqrt {(x_{1}-p_{1})^{2}+(x_{2}-p_{2})^{2}+\cdots +(x_{n}-p_{n})^{2}}}={\sqrt {\sum _{i=1}^{n}(x_{i}-p_{i})^{2}}}=R.}

o escrito en forma vectorial, como:

{\displaystyle \|\mathbf {x} -\mathbf {p} \|=R}

## Descripción
Para cualquier número natural n, una n-esfera de radio r se define como el conjunto de puntos en el espacio euclídeo (n+1)-dimensional que están a una distancia r de un punto fijo c, donde r puede ser cualquier número real positivo y donde c puede ser cualquier punto en el espacio (n+1) dimensional. En particular:
- Una 0-esfera es un par de puntos {c − r, c + r}, y es el límite de un segmento recto (1-bola)
- Una 1-esfera es una circunferencia de radio r centrada en c, y es el límite de un disco (2-bola)
- Una 2-esfera es un esfera bidimensional ordinaria en un espacio euclídeo tridimensional, y es el límite de una bola ordinaria (3-bola)
- Una 3-esfera es una esfera tridimensional en un espacio euclídeo de 4 dimensiones

### Coordenadas euclídeas en el(n+1)-espacio
El conjunto de puntos en el espacio (n+1), (x1, x2, ..., xn+1), que definen una n-esfera, {\displaystyle S^{n}(r)}, está representado por la ecuación:
{\displaystyle r^{2}=\sum _{i=1}^{n+1}\left(x_{i}-c_{i}\right)^{2}}
donde c = (c1, c2, ..., cn+1) es un punto central y r es el radio.
La n-esfera anterior existe en el espacio euclídeo (n+1)-dimensional y es un ejemplo de n-variedad. La forma de volumen ω de una n-esfera de radio r viene dada por
{\displaystyle \omega ={\frac {1}{r}}\sum _{j=1}^{n+1}(-1)^{j-1}x_{j}\,dx_{1}\wedge \cdots \wedge dx_{j-1}\wedge dx_{j+1}\wedge \cdots \wedge dx_{n+1}=*dr}
donde ∗ es el dual de Hodge; véase Flanders (1989, §6.1) para una discusión y prueba de esta fórmula en el caso r = 1. Como resultado,
{\displaystyle dr\wedge \omega =dx_{1}\wedge \cdots \wedge dx_{n+1}.}

### n-bola
El espacio encerrado por una n-esfera se llama (n+1)-bola. Una (n+1)-bola es cerrada si incluye la n-esfera, y es abierta si no incluye la n-esfera.
Específicamente:
- Una 1-bola, un segmento, es el interior de una 0-esfera
- Una 2-bola, un círculo, es el interior de una circunferencia (1-esfera)
- Una 3-bola, una bola ordinaria, es el interior de una esfera (2-esfera)
- Una 4-bola es el interior de una 3-esfera, y así sucesivamente

### Descripción topológica
Topológicamente, una n-esfera se puede construir como una compactación en un punto del espacio euclídeo n-dimensional. Brevemente, la n-esfera puede describirse como Sn = Rn ∪ {∞}, que es un espacio euclídeo n-dimensional más un único punto que representa el infinito en todas las direcciones.
En particular, si se elimina un único punto de una n-esfera, se convierte en homeomórfica a Rn. Esta circunstancia sustenta la base de la proyección estereográfica.

## Volumen y área de la superficie
Vn(R) y Sn(R) son el volumen n-dimensional de una n-bola y el área de la superficie de la n-esfera incrustada en la dimensión n+1, respectivamente, ambas de radio R.
Las constantes Vn y Sn (para R = 1, la bola unitaria y la esfera) están relacionadas por las recurrencias:
{\displaystyle {\begin{aligned}V_{0}&=1&V_{n+1}&={\frac {S_{n}}{n+1}}\\[6pt]S_{0}&=2&S_{n+1}&=2\pi V_{n}\end{aligned}}}
Las superficies y los volúmenes también se pueden dar en forma cerrada:
{\displaystyle {\begin{aligned}S_{n}(R)&={\frac {2\pi ^{n/2}}{\Gamma \left({\frac {n}{2}}\right)}}R^{n-1}\\[6pt]V_{n}(R)&={\frac {\pi ^{\frac {n}{2}}}{\Gamma \left({\frac {n}{2}}+1\right)}}R^{n}\end{aligned}}}
donde Γ es la función gamma. Las deducciones de estas ecuaciones se dan en esta sección.

Gráficos de volúmenes (V) y de áreas de la superficie (S) de n-bolas de radio 1. Desplazar el cursor en el archivo SVG sobre un punto para resaltarlo y obtener su valor

En teoría, se podrían comparar los valores de Sn(R) y Sm(R) para n≠m. Sin embargo, esto es algo sin sentido. Por ejemplo, si n=2 y m=3, es como comparar un número de metros cuadrados con un número diferente de metros cúbicos. La misma falta de sentido se aplica a una comparación de Vn(R) y Vm(R) para n≠m.

### Fórmula del volumen
El volumen del espacio delimitado por una hiperesfera de dimensión n-1 y de radio R, que es una bola euclídea de dimensión n viene determinado por:

(1){\displaystyle V_{n}={\pi ^{n/2}R^{n} \over \Gamma (n/2+1)}\ \ ,}

donde {\displaystyle \Gamma } es la función gamma.
Nótese la particularidad de que {\displaystyle V_{n}} se incrementa desde n=1 hasta un máximo y luego comienza a disminuir y tiende a cero cuando n tiende a infinito. En el caso de que R=1  el volumen máximo se obtiene cuando n=5.
Por ejemplo, el volumen de una hiperfesfera de radio R en el espacio cuadridimensional aplicando la fórmula (1) para n=4 resulta

{\displaystyle V_{4}={\frac {\pi ^{2}R^{4}}{2}}} .

### Ejemplos
La 0-bola consiste en un solo punto. La medida de Hausdorff en 0 dimensiones es el número de puntos en un conjunto. Entonces,
{\displaystyle V_{0}=1.}
La 1-bola unidad es el intervalo [−1,1] de longitud 2. Entonces,
{\displaystyle V_{1}=2.}
La 0-esfera consiste en sus dos puntos finales, {−1,1}. Entonces,
{\displaystyle S_{0}=2.}
La 1-esfera unidad es la circunferencia unidad en el plano euclídeo, cuyo perímetro (medida unidimensional) mide
{\displaystyle S_{1}=2\pi .}
La región encerrada por la 1-esfera unidad es la 2-bola o disco unidad, que tiene un área (medida bidimensional) de
{\displaystyle V_{2}=\pi .}
Análogamente, en el espacio euclídeo tridimensional, el área de la superficie (medida bidimensional) de la 2-esfera unidad está dada por
{\displaystyle S_{2}=4\pi .}
y el volumen incluido es la capacidad (medida tridimensional) de la 3-bola unidad, dada por
{\displaystyle V_{3}={\tfrac {4}{3}}\pi .}

### Recurrencias
El área de la superficie, o más adecuadamente, el volumen n-dimensional, de la n-esfera en el límite de la (n+1)-bola de radio R está relacionado con el volumen de la bola por la ecuación diferencial
{\displaystyle S_{n}R^{n}={\frac {dV_{n+1}R^{n+1}}{dR}}={(n+1)V_{n+1}R^{n}},}
o, de manera equivalente, representando la n-bola unidad como la unión de (n-1)-esferas concéntricas anidadas en forma de corona esférica,
{\displaystyle V_{n+1}=\int _{0}^{1}S_{n}r^{n}\,dr.}
Entonces,
{\displaystyle V_{n+1}={\frac {S_{n}}{n+1}}.}
También se puede representar la (n+2)-esfera unidad como la unión de toros, cada uno el producto de un círculo (1-esfera) con una n-esfera. Siendo r = cos θ y r2 + R2 = 1, de modo que R = sen θ y dR = cos θ dθ, entonces:
{\displaystyle {\begin{aligned}S_{n+2}&=\int _{0}^{\frac {\pi }{2}}S_{1}r\cdot S_{n}R^{n}\,d\theta \\[6pt]&=\int _{0}^{\frac {\pi }{2}}S_{1}\cdot S_{n}R^{n}\cos \theta \,d\theta \\[6pt]&=\int _{0}^{1}S_{1}\cdot S_{n}R^{n}\,dR\\[6pt]&=S_{1}\int _{0}^{1}S_{n}R^{n}\,dR\\[6pt]&=2\pi V_{n+1}.\end{aligned}}}
Desde S1 = 2π V0, la ecuación
{\displaystyle S_{n+1}=2\pi V_{n}}
se cumple para todos los n.
Esto completa la deducción de las recurrencias:
{\displaystyle {\begin{aligned}V_{0}&=1&V_{n+1}&={\frac {S_{n}}{n+1}}\\[6pt]S_{0}&=2&S_{n+1}&=2\pi V_{n}\end{aligned}}}

### Formas cerradas
Combinando las recurrencias, se puede ver que
{\displaystyle V_{n+2}=2\pi {\frac {V_{n}}{n+2}}.}
Entonces, es simple mostrar por inducción que para k,
{\displaystyle {\begin{aligned}V_{2k}&={\frac {\left(2\pi \right)^{k}}{(2k)!!}}={\frac {\pi ^{k}}{k!}}\\[6pt]V_{2k+1}&={\frac {2\left(2\pi \right)^{k}}{(2k+1)!!}}={\frac {2k!\left(4\pi \right)^{k}}{(2k+1)!}}\end{aligned}}}
donde !! denota el doble factorial, definido para números naturales impares 2k + 1 por (2k + 1)!! = 1 × 3 × 5 × ... × (2k − 1) × (2k + 1) y de manera similar para números pares (2k)!! = 2 × 4 × 6 × ... × (2k − 2) × (2k).
En general, el volumen en el espacio euclídeo n-dimensional de la n-bola unidad viene dado por
{\displaystyle V_{n}={\frac {\pi ^{\frac {n}{2}}}{\Gamma \left({\frac {n}{2}}+1\right)}}}
donde Γ es la función gamma, que satisface Γ(12) = √π, Γ(1) = 1 y Γ(x + 1) = xΓ(x).
Multiplicando Vn por Rn, diferenciando con respecto a R, y luego configurando R = 1, se obtiene la forma cerrada
{\displaystyle S_{n-1}={\frac {n\pi ^{\frac {n}{2}}}{\Gamma \left({\frac {n}{2}}+1\right)}}.}

### Otras relaciones

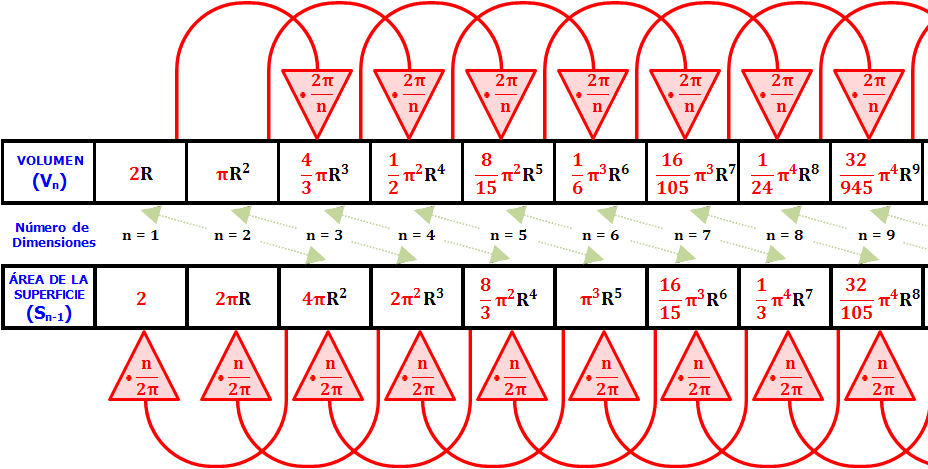
En la imagen, n se refiere a la dimensión del espacio euclídeo de contorno, que también es la dimensión intrínseca del sólido cuyo volumen se enumera, pero que es 1 más que la dimensión intrínseca de la esfera cuya área de la superficie se indica.
Las flechas rojas curvas muestran la relación entre diferentes fórmulas: la fórmula a la que apunta la flecha, se obtiene multiplicando la fórmula de la cola por el factor que figura en la punta de la flecha (donde se toma el valor asociado a la celda a la que se señala).
Si se quisiera invertir el sentido de las flechas de abajo, se debería tomar la fórmula a la que señala la flecha, y multiplicarla por 2π/n-2, siendo n la de la celda de mayor grado.
Por otro lado, el área de la superficie S_{n+1} de la esfera en n+2 dimensiones, es exactamente 2πR veces el volumen V_{n} contenido por la esfera en n dimensiones (flechas de color verde claro)

Las recurrencias se pueden combinar para dar una relación de recurrencia de "dirección inversa" para el área de la superficie, como se muestra en el diagrama:
{\displaystyle S_{n-1}={\frac {n}{2\pi }}S_{n+1}}
El cambio del índice n a n-2 produce las relaciones de recurrencia siguientes:
{\displaystyle {\begin{aligned}V_{n}&={\frac {2\pi }{n}}V_{n-2}\\[6pt]S_{n-1}&={\frac {2\pi }{n-2}}S_{n-3}\end{aligned}}}
donde S0 = 2, V1 = 2, S1 = 2π y V2 = π.
La relación de recurrencia para Vn también se puede probar a través de la integración con coordenadas polares bidimensionales:
{\displaystyle {\begin{aligned}V_{n}&=\int _{0}^{1}\int _{0}^{2\pi }V_{n-2}\left({\sqrt {1-r^{2}}}\right)^{n-2}\,r\,d\theta \,dr\\[6pt]&=\int _{0}^{1}\int _{0}^{2\pi }V_{n-2}\left(1-r^{2}\right)^{{\frac {n}{2}}-1}\,r\,d\theta \,dr\\[6pt]&=2\pi V_{n-2}\int _{0}^{1}\left(1-r^{2}\right)^{{\frac {n}{2}}-1}\,r\,dr\\[6pt]&=2\pi V_{n-2}\left[-{\frac {1}{n}}\left(1-r^{2}\right)^{\frac {n}{2}}\right]_{r=0}^{r=1}\\[6pt]&=2\pi V_{n-2}{\frac {1}{n}}={\frac {2\pi }{n}}V_{n-2}.\end{aligned}}}

## Coordenadas esféricas
Se puede definir un sistema de coordenadas en un espacio euclídeo n-dimensional que es análogo al sistema de coordenadas esféricas definido para el espacio euclídeo tridimensional, en el que las coordenadas consisten en una coordenada radial r, y las coordenadas angulares n-1 φ1, φ2, ... φn−1, donde los ángulos φ1, φ2, ... φn−2 se extienden sobre [0,π) radianes (o entre [0,180] grados) y φn−1 varía sobre [0,2π) radianes (o entre [0,360) grados). Si xi son las coordenadas cartesianas, entonces se puede calcular x1, ... xn a partir de r, φ1, ... φn−1 con:
{\displaystyle {\begin{aligned}x_{1}&=r\cos(\varphi _{1})\\x_{2}&=r\operatorname {sen}(\varphi _{1})\cos(\varphi _{2})\\x_{3}&=r\operatorname {sen}(\varphi _{1})\operatorname {sen}(\varphi _{2})\cos(\varphi _{3})\\&\vdots \\x_{n-1}&=r\operatorname {sen}(\varphi _{1})\cdots \operatorname {sen}(\varphi _{n-2})\cos(\varphi _{n-1})\\x_{n}&=r\operatorname {sen}(\varphi _{1})\cdots \operatorname {sen}(\varphi _{n-2})\operatorname {sen}(\varphi _{n-1}).\end{aligned}}}
Excepto en los casos especiales descritos a continuación, la transformación inversa es única:
{\displaystyle {\begin{aligned}r&={\sqrt {{x_{n}}^{2}+{x_{n-1}}^{2}+\cdots +{x_{2}}^{2}+{x_{1}}^{2}}}\\[6pt]\varphi _{1}&=\operatorname {arccot} {\frac {x_{1}}{\sqrt {{x_{n}}^{2}+{x_{n-1}}^{2}+\cdots +{x_{2}}^{2}}}}&&=\arccos {\frac {x_{1}}{\sqrt {{x_{n}}^{2}+{x_{n-1}}^{2}+\cdots +{x_{1}}^{2}}}}\\[6pt]\varphi _{2}&=\operatorname {arccot} {\frac {x_{2}}{\sqrt {{x_{n}}^{2}+{x_{n-1}}^{2}+\cdots +{x_{3}}^{2}}}}&&=\arccos {\frac {x_{2}}{\sqrt {{x_{n}}^{2}+{x_{n-1}}^{2}+\cdots +{x_{2}}^{2}}}}\\[6pt]&\vdots &&\vdots \\[6pt]\varphi _{n-2}&=\operatorname {arccot} {\frac {x_{n-2}}{\sqrt {{x_{n}}^{2}+{x_{n-1}}^{2}}}}&&=\arccos {\frac {x_{n-2}}{\sqrt {{x_{n}}^{2}+{x_{n-1}}^{2}+{x_{n-2}}^{2}}}}\\[6pt]\varphi _{n-1}&=2\operatorname {arccot} {\frac {x_{n-1}+{\sqrt {x_{n}^{2}+x_{n-1}^{2}}}}{x_{n}}}&&={\begin{cases}\arccos {\frac {x_{n-1}}{\sqrt {{x_{n}}^{2}+{x_{n-1}}^{2}}}}&x_{n}\geq 0\\[6pt]2\pi -\arccos {\frac {x_{n-1}}{\sqrt {{x_{n}}^{2}+{x_{n-1}}^{2}}}}&x_{n}<0\end{cases}}\,.\end{aligned}}}
donde si xk ≠ 0 para algunos k pero todos xk+1, ... xn son cero, entonces φk = 0 cuando xk > 0 y φk = π (180 grados) cuando xk < 0.
Hay algunos casos especiales donde la transformación inversa no es única; φk para cualquier k será ambiguo siempre que todos los xk, xk+1, ... xn sean cero; en este caso, φk puede elegirse como cero.

### Volumen esférico y elementos de área
Expresando las medidas angulares en radianes, el elemento volumen en el espacio euclídeo n-dimensional se encontrará a partir del Jacobiano de la transformación:
{\displaystyle {\begin{pmatrix}\cos(\varphi _{1})&-r\operatorname {sen}(\varphi _{1})&0&0&\cdots &0\\\operatorname {sen}(\varphi _{1})\cos(\varphi _{2})&r\cos(\varphi _{1})\cos(\varphi _{2})&-r\operatorname {sen}(\varphi _{1})\operatorname {sen}(\varphi _{2})&0&\cdots &0\\\vdots &\vdots &\vdots &\ddots &&\vdots \\&&&&&0\\\operatorname {sen}(\varphi _{1})\cdots \operatorname {sen}(\varphi _{n-2})\cos(\varphi _{n-1})&\cdots &\cdots &&&-r\operatorname {sen}(\varphi _{1})\cdots \operatorname {sen}(\varphi _{n-2})\operatorname {sen}(\varphi _{n-1})\\\operatorname {sen}(\varphi _{1})\cdots \operatorname {sen}(\varphi _{n-2})\operatorname {sen}(\varphi _{n-1})&r\cos(\varphi _{1})\cdots \operatorname {sen}(\varphi _{n-1})&\cdots &&&r\operatorname {sen}(\varphi _{1})\cdots \operatorname {sen}(\varphi _{n-2})\cos(\varphi _{n-1})\end{pmatrix}}}
{\displaystyle {\begin{aligned}d^{n}V&=\left|\det {\frac {\partial (x_{i})}{\partial \left(r,\varphi _{j}\right)}}\right|dr\,d\varphi _{1}\,d\varphi _{2}\cdots d\varphi _{n-1}\\[6pt]&=r^{n-1}\operatorname {sen} ^{n-2}(\varphi _{1})\operatorname {sen} ^{n-3}(\varphi _{2})\cdots \operatorname {sen}(\varphi _{n-2})\,dr\,d\varphi _{1}\,d\varphi _{2}\cdots d\varphi _{n-1}\end{aligned}}}
y la ecuación anterior para el volumen de la n-bola se puede recuperar integrando:
{\displaystyle V_{n}=\int _{\varphi _{n-1}=0}^{2\pi }\int _{\varphi _{n-2}=0}^{\pi }\cdots \int _{\varphi _{1}=0}^{\pi }\int _{r=0}^{R}d^{n}V.}
De manera similar, el elemento del área de superficie de la (n-1)-esfera, que generaliza el elemento de área de la 2-esfera, viene dado por
{\displaystyle d_{S^{n-1}}V=\operatorname {sen} ^{n-2}(\varphi _{1})\operatorname {sen} ^{n-3}(\varphi _{2})\cdots \operatorname {sen}(\varphi _{n-2})\,d\varphi _{1}\,d\varphi _{2}\cdots d\varphi _{n-1}.}
La elección natural de una base ortogonal sobre las coordenadas angulares es un producto de polinomios ultraesféricos,
{\displaystyle {\begin{aligned}&{}\quad \int _{0}^{\pi }\operatorname {sen} ^{n-j-1}\left(\varphi _{j}\right)C_{s}^{\left({\frac {n-j-1}{2}}\right)}\cos \left(\varphi _{j}\right)C_{s'}^{\left({\frac {n-j-1}{2}}\right)}\cos \left(\varphi _{j}\right)\,d\varphi _{j}\\[6pt]&={\frac {2^{3-n+j}\pi \Gamma (s+n-j-1)}{s!(2s+n-j-1)\Gamma ^{2}\left({\frac {n-j-1}{2}}\right)}}\delta _{s,s'}\end{aligned}}}
para j = 1, 2,... n-2, y eisφj para el ángulo j = n-1 en concordancia con los armónicos esféricos.

## Proyección estereográfica
Al igual que una esfera bidimensional incrustada en tres dimensiones se puede representar en un plano bidimensional mediante una proyección estereográfica, una n-esfera se puede representar en un hiperplano n-dimensional mediante la versión n-dimensional de la proyección estereográfica. Por ejemplo, el punto [x,y,z] en una esfera bidimensional de radio 1 se asigna al punto [x1 − z,y1 − z] en el plano xy. En otras palabras,
{\displaystyle [x,y,z]\mapsto \left[{\frac {x}{1-z}},{\frac {y}{1-z}}\right].}
Del mismo modo, la proyección estereográfica de una n-esfera Sn−1 de radio 1 se correlacionará con el hiperplano dimensional (n-1) Rn−1 perpendicular al eje xn como
{\displaystyle [x_{1},x_{2},\ldots ,x_{n}]\mapsto \left[{\frac {x_{1}}{1-x_{n}}},{\frac {x_{2}}{1-x_{n}}},\ldots ,{\frac {x_{n-1}}{1-x_{n}}}\right].}

## Generación de puntos aleatorios

### Uniformemente al azar en una(n-1)-esfera

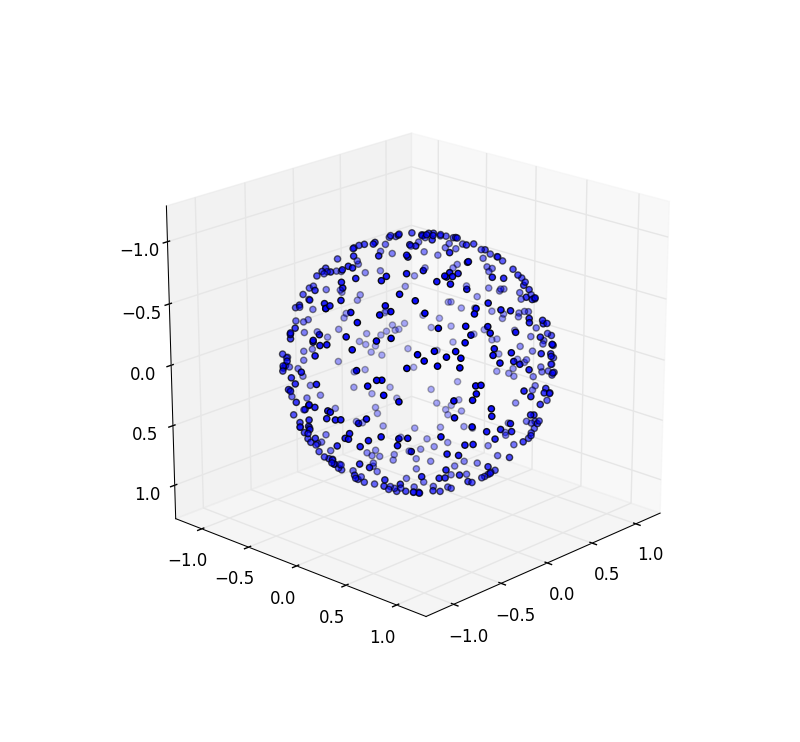
Un conjunto de puntos distribuidos uniformemente en la superficie de una 2-esfera unidad generado usando el algoritmo de Marsaglia

Para generar puntos aleatorios distribuidos uniformemente en la (n-1)-esfera unidad (es decir, la superficie de la n-bola unidad),Marsaglia (1972) proporciona el siguiente algoritmo:
Genérese un vector n-dimensional de distribución normal (es suficiente usar N(0, 1), aunque en realidad la elección de la varianza es arbitraria), x = (x1, x2,... xn). Ahora, calcúlese el radio de este punto:
{\displaystyle r={\sqrt {x_{1}^{2}+x_{2}^{2}+\cdots +x_{n}^{2}}}.}
El vector 1rx se distribuye uniformemente sobre la superficie de la n-bola unidad.
Una alternativa dada por Marsaglia es seleccionar uniformemente al azar un punto x = (x1, x2,... xn) en el n-cubo unidad, muestreando cada xi independientemente de la distribución uniforme continua sobre (–1,1), calculando r como arriba, y rechazando el punto y remuestreando si r ≥ 1 (es decir, si el punto no está en la n-bola), y cuando se obtiene un punto en la bola, se escala hacia la superficie esférica por el factor 1r; de forma que de nuevo 1rx se distribuye uniformemente sobre la superficie de la n-bola unidad.

### Uniformemente al azar dentro de unan-bola
Con un punto seleccionado al azar uniformemente desde la superficie de la (n-1)-esfera unidad (por ejemplo, usando el algoritmo de Marsaglia), se necesita solo un radio para obtener un punto uniformente al azar desde dentro de la n-bola unidad. Si u es un número generado uniformemente al azar en el intervalo [0, 1] y x es un punto seleccionado uniformemente al azar de la (n-1)-esfera unidad, entonces u(1/n)x se distribuye uniformemente dentro de la n-bola unidad.
Alternativamente, los puntos se pueden muestrear uniformemente desde dentro de la n-bola unidad mediante una reducción desde la (n+1)-esfera unidad. En particular, si (x1,x2,...,xn+2) es un punto seleccionado uniformemente de la (n+1)-esfera unidad, entonces (x1,x2,...,xn) se distribuye uniformemente dentro de la n-bola unidad (es decir, simplemente descartando dos coordenadas).
Si n es suficientemente grande, la mayor parte del volumen de la n-bola estará contenido en la región muy cercana de su superficie, por lo que un punto seleccionado de ese volumen probablemente también estará cerca de la superficie. Este es uno de los fenómenos que conducen a la llamada maldición de la dimensión, que surge en algunas aplicaciones numéricas.

## Esferas específicas
0-esfera

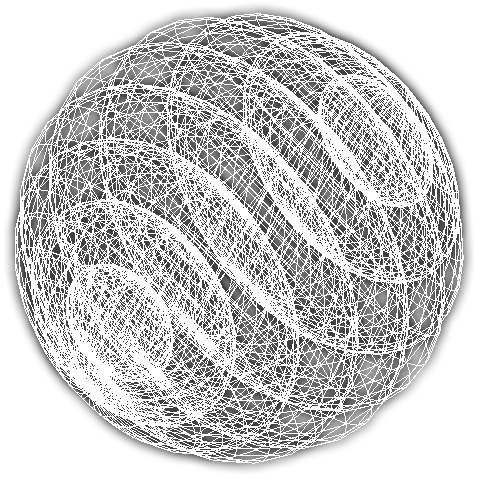
Proyección en 2D de una proyección en 3D de una hiperesfera 4D.

El par de puntos {±R} con topología discreta para R > 0. Se trata de la única esfera que no es un conjunto conexo. Posee una estructura de grupo de Lie natural; isomorfo a O (1). Paralelizable
1-esfera
También conocida como circunferencia. Posee un grupo fundamental no trivial. Estructura del grupo de Lie abeliano, el grupo circular, topológicamente equivalente a la recta proyectiva real, R P1. Paralelizable. SO(2) = U(1).
2-esfera
También conocida simplemente como esfera. Estructura compleja; equivalente a la recta proyectiva compleja, C P1. SO(3)/SO(2).
3-esfera
También conocida como glomo. Paralelizable, U(1)-haz principal sobre la 2-esfera, estructura de grupo de Lie Sp(1), donde también
{\displaystyle \mathrm {Sp} (1)\cong \mathrm {SO} (4)/\mathrm {SO} (3)\cong \mathrm {SU} (2)\cong \mathrm {Spin} (3)}.
4-esfera
Equivalente a la recta proyectiva cuaterniónica, HP1. SO(5)/SO(4).
5-esfera
U(1)-haz principal sobre CP2. SO(6)/SO(5) = SU(3)/SU(2).
6-esfera
Posee una variedad casi compleja proveniente del conjunto de unidades de octonión puras. SO(7)/SO(6) = G2/SU (3). La pregunta de si posee un estructura compleja se conoce como el "problema de Hopf", en referencia a Heinz Hopf.
7-esfera
Estructura topológica de cuasigrupo como el conjunto de unidades de los octoniones. Sp(1)-haz principal sobre S4. Paralelizable. SO(8)/SO(7) = SU(4)/SU(3) = Sp(2)/Sp(1) = Spin(7)/G2 = Spin(6)/SU(3). La 7-esfera es de particular interés, ya que fue en esta dimensión en la que se descubrió la primera esfera exótica.
8-esfera
Equivalente a la línea proyectiva octoniónica OP1.
23-esfera
Es posible un empaquetamiento de esferas altamente denso en un espacio de 24 dimensiones, que está relacionado con las cualidades únicas de la retícula de Leech.